# Psammuthes
Psammuthes là một pharaon thuộc vương triều thứ Hai mươi chín của Ai Cập, ông ta cai trị trong năm 392/1 TCN.

## Tiểu sử
Vị trí của vị vua này trong vương triều thứ 29 là một vấn đề gây tranh luận. Mặc dù ông được nhắc đến trong cả ba Bản Tóm tắt của Manetho (Africanus, Eusebius và phiên bản tiếng Armenia sau này) và trong Biên niên Sử thông dụng, trình tự các vị vua lại khác nhau giữa những nguồn này và không rõ liệu rằng Psammuthes đã kế vị Hakor hay ngược lại.
Theo một giả thuyết của nhà Ai Cập học John D. Ray, vào thời điểm Nepherites I qua đời trong năm 393 TCN, ngai vàng được truyền lại cho con trai và người kế vị của ông ta mà có thể là Hakor. Tuy nhiên, dường như vào năm trị vì thứ hai của vị vua này, một kẻ tiếm vị, Psammuthes (tên gọi theo tiếng Hy Lạp của Pasherienmut), đã giành được quyền lực và lật đổ Hakor, đồng thời tự tuyên bố mình là pharaon.

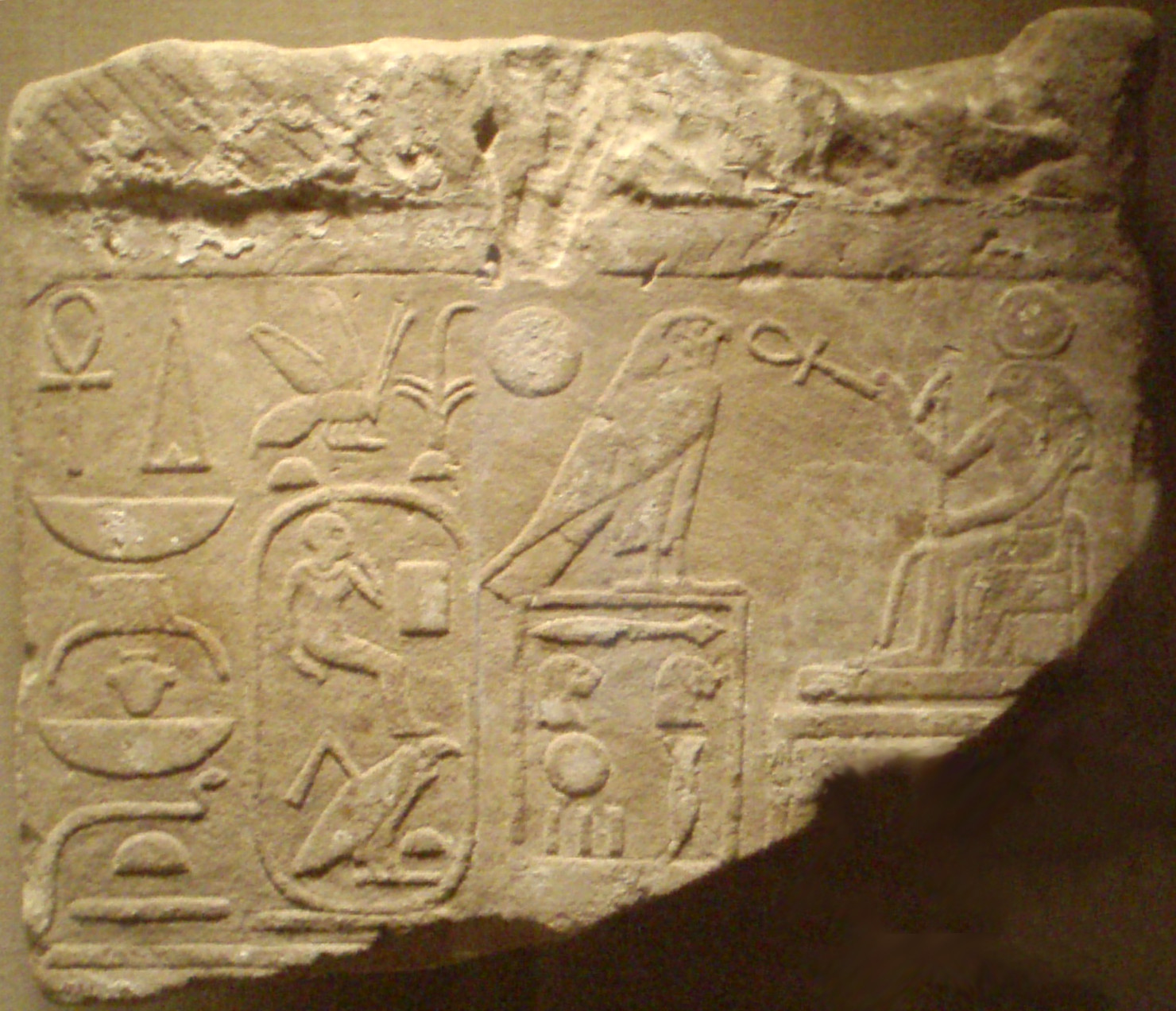
Phù điêu có khắc một phần tước hiệu hoàng gia của Psammuthes, Bảo tàng nghệ thuật Metropolitan.

Cả Manetho và Biên niên sử thông dụng đều ghi lại thời gian cai trị của Psammuthes là một năm, đồng thuận với niên đại cao nhất được lưu giữ bởi các di tích khảo cổ học, một tấm bia Mẹ của Apis ghi lại "Năm 1, tháng thứ tư của Peret".